# مورلی، نورفک
مورلی (به انگلیسی: Morley) یک روستا و محله مدنی در بریتانیا است که در South Norfolk واقع شده‌است. مورلی ۸٫۲۱ کیلومتر مربع مساحت و ۱٬۲۴۱ نفر جمعیت دارد.